# Haim Bar-Lev
Haim Bar-Lev, detto Kidoni (Vienna, 16 novembre 1924 – Tel Aviv, 7 maggio 1994), è stato un generale e politico israeliano, in servizio durante il periodo che si concluse con la nascita dello Stato d'Israele, arrivando ad essere Capo di Stato Maggiore, prima di entrare in politica per assumere importanti incarichi ministeriali e diplomatici.

## Biografia
Nato a Vienna nel 1924 col nome di Haim Brotzlewsky, Bar-Lev emigrò in Palestina (aliyah) nel 1939 nel periodo del mandato britannico della Palestina.
Dal 1942 al 1948 Bar-Lev prestò servizio in varie unità militari ebraiche, come il Palmach. Fu sia pilota che paracadutista, il che gli sarebbe poi servito nello sviluppo di entrambe queste forze militari nelle giovani forze di difesa israeliane.
Nel 1946 fece saltare in aria il ponte di Allenby presso Gerico per evitare l'entrata di miliziani arabi della Giordania in città ebraiche ad ovest del fiume Giordano.
Nella guerra arabo-israeliana del 1948 comandò l'8º battaglione meccanizzato nella 12ª Brigata "Negev", impegnata nella parte meridionale del paese e nel Sinai.
Durante la crisi di Suez del 1956 comandò la 27ª brigata corazzata, che prese la Striscia di Gaza prima di girare a sud-ovest e raggiungere il Canale di Suez.
A partire dal 1964 divenne Direttore delle Operazioni all'interno delle Forze di difesa israeliane (IDF).
Nella guerra dei sei giorni del giugno 1967 prestò servizio come Vice Capo di Stato Maggiore della IDF.
Alla fine del 1968 accolse la proposta del generale Avraham Adan di costruire un alto muro di sabbia lungo la sponda orientale del Canale di Suez, per evitare che l'esercito egiziano osservasse le difese israeliane lungo il Canale. Dietro la muraglia di sabbia fu costruita una linea di fortificazioni fisse, nota come la Linea Bar-Lev.
Tra 1968 e il 1971 Bar-Lev servì come capo di stato maggiore dell'IDF, raggiungendo il grado più alto come ufficiale militare.
Durante la guerra del Kippur dell'ottobre 1973, anche se si era ritirato dall'IDF ed era l'allora ministro del Commercio e dell'Industria, fu richiamato in servizio attivo dal primo ministro Golda Meir e inviato sul fronte del Sinai per affiancare, come rappresentante con pieni poteri del capo di stato maggiore David Elazar, il generale Shmuel Gonen "Gorodish", comandante in capo del Comando meridionale israeliano.
Bar-Lev svolse un ruolo fondamentale nella guerra. Prima della sua nomina il fronte meridionale era in disordine al punto che il collasso totale era vicino e Gonen si stava rivelando incapace di controllare efficacemente la situazione. In pratica Bar-Lev divenne il reale comandante e lavorò, collaborando efficacemente con Gonen, per stabilizzare il fronte. Le sue capacità politiche e negoziali si dimostrarono importanti anche nel controllare i suoi generali di campo che erano in competizione tra loro, dato che ognuno aveva le proprie idee, a volte tra loro in contrasto, su come la guerra nel Sud dovesse essere portata avanti. L'effetto che l'arrivo di Bar-Lev ebbe sul quartier generale del caotico comando meridionale è stato descritto dal vice di Gonen, Uri Ben-Ari, nella testimonianza al reparto storico dell'esercito israeliano:
Bar-Lev portò la calma ad ognuno di noi. In fondo c'era la sensazione che avevamo un vero comandante in carica. Questo sentimento si diffuse come il fuoco tra noi e poi anche nelle radio dei campi di battaglia. Bar-Lev riuscì anche a calmare Gorodish. Prima del suo arrivo, nelle riunioni generali del personale Gorodish urlava continuamente. Bar Lev istituì procedure di lavoro ordinato. Nessuno sfidò la sua autorità. Il Paese deve molto a lui. "Dovaleh" tornò a essere un vero e proprio gabinetto di guerra, con vari dipartimenti. Non era consentito l'accesso a nessuno [che non ne facesse parte]. Una certa serenità scese sul gabinetto di guerra. Gli ufficiali generali del personale passarono a svolgere i loro compiti in turni ben organizzati. Anche il tono di voce di Arik (Ariel Sharon) cambiò quando Bar Lev arrivò.
Bar-Lev rimase Ministro del Commercio e dell'Industria, finché il governo di cui faceva parte fu sconfitto e sostituito dal Likud, sotto la guida di Menachem Begin, a seguito delle elezioni del 1977, in cui Bar-Lev fu eletto alla Knesset per la prima volta.
Tra il 1977 e il 1984 fu Segretario Generale del Partito Laburista Israeliano.
Quando il suo partito entrò a far parte dei governi di unità nazionale che furono in carica tra il 1984 e il 1990, Bar-Lev fu ministro della sicurezza interna e membro del "gabinetto interno".
Si ritirò dalla Knesset al momento delle elezioni del 1992 e fu nominato ambasciatore in Russia, rimanendovi fino al 1994.
Morì a Tel Aviv il 7 maggio 1994.
Suo figlio Omer Bar-Lev è membro del partito laburista.